# Johann Caspar Füssli
Johann Caspar Füssli (Zurique, 3 de janeiro de 1706 — 6 de maio de 1782) foi um pintor suíço.
Estudou em Viena entre 1724 e 1731 e tornou-se retratista da corte alemã. Retornou a Zurique em 1736 onde fez retratos de personalidades do governo e do iluminismo como Johann Jakob Bodmer e Friedrich Gottlieb Klopstock. 
Casou-se com Elisabeth Waser e era pai de Johann Heinrich Füssli e de Johann Kaspar Füssli

## Obras
- Geschichte und Abbildung der besten Mahler in der Schweitz, (1754-1757),
- Geschichte der besten Künstler in der Schweitz (1769-1779).